# Amazona con perrito
Alice Regnault a caballo, La amazona o Amazona con perrito (en italiano, L'amazzone (Alice Regnault a cavallo)) es un óleo sobre tabla de 69 × 58 cm del pintor italiano Giovanni Boldini. Fechado hacia 1879, se conserva en la Galería de Arte Moderno de Milán por legado de Vaghi Ercole en 1955. 

## Historia
El mundo del teatro y del espectáculo fascina a Boldini, que encuentra en actrices, como Alice Regnault, Réjane o Geneviève Lantelme, y en bailarinas, como Mme. Torri o Cléo de Mérode, el ideal de belleza que persigue en la pintura. En la década de 1880, ejecutó dos retratos de Augustine-Alexandrine Roulet (1849-1931), conocida como Alice Regnault, futura esposa del escritor Octave Mirbeau, que había iniciado una breve carrera teatral en 1871 bajo el nombre de Alice Regnault. El segundo es una representación inacabada e íntima de la también cortesana, déshabillée (en ropa interior), Retrato de la actriz Alice Regnault (hacia 1884).

## Análisis
Se trata de uno de los raros retratos al aire libre de Boldini, cuya composición recuerda la del gran Paseo a caballo en el bosque de Boulogne que Auguste Renoir había realizado para el Salón de 1873. Boldini demuestra su habilidad en la pintura ecuestre, plasmando a la perfección la anatomía y pelaje castaño del animal, así como la delicadeza y el nerviosismo de sus patas. El caballo parece ser el verdadero protagonista del cuadro, casi haciendo olvidar a la joven, que viste elegantemente un vestido largo y negro de amazona, que resalta la finura de su cintura encorsetada.